# Энергосервисный контракт
Энергосервисный контракт  — представляет собой особую форму договора, направленного на экономию эксплуатационных расходов за счет повышения энергоэффективности и внедрения технологий, обеспечивающих энергосбережение.
Отличительной особенностью энергосервисного контракта является то, что затраты инвестора возмещаются за счет достигнутой экономии средств, получаемой после внедрения энергосберегающих технологий. Таким образом, отсутствует необходимость в первоначальных затратах собственных средств или кредитовании. Инвестиции, необходимые для осуществления всего проекта, как правило, привлекаются энергосервисной компанией.
Согласно Федеральному закону № 261-ФЗ от 23 ноября 2009 энергосервисный контракт должен содержать:
- условие о величине экономии энергетических ресурсов, которая должна быть обеспечена исполнителем в результате исполнения энергосервисного договора (контракта);
- условие о сроке действия энергосервисного договора (контракта), который должен быть не менее чем срок, необходимый для достижения установленной энергосервисным договором (контрактом) величины экономии энергетических ресурсов;
- иные обязательные условия энергосервисных договоров (контрактов), установленные законодательством РФ.

Из указанных требований следует, что энергосервисный контракт должен содержать четкие параметры экономии энергоносителей и сроки реализации проекта по внедрению энергосберегающих мероприятий.
Несмотря на очевидные преимущества данной формы договорных отношений, существуют факторы, которые сдерживают распространение модернизации инфраструктуры объектов по энергосервисным контрактам. Прежде всего, это отсутствие исчерпывающей нормативно-правовой базы, регулирующей этот вид договорных отношений. Отсутствие четких механизмов государственного контроля, а значит и ясных полномочий надзорных органов. Следует отметить и неразвитость рынка страховых услуг в данной сфере, что затрудняет страхование рисков неисполнения энергосервисного контракта.